# Psarolitia
Psarolitia är ett släkte av fjärilar. Psarolitia ingår i familjen plattmalar.
Kladogram enligt Catalogue of Life:
| Psarolitia | \| \| Psarolitia albogriseella \| \| \| \| \| \| Psarolitia ambreella \| \| \| \| |
|            | \| \| Psarolitia albogriseella \| \| \| \| \| \| Psarolitia ambreella \| \| \| \| |
|            | Psarolitia albogriseella                                                          |
|            |                                                                                   |
|            | Psarolitia ambreella                                                              |
|            |                                                                                   |